# Bola de Oro
Bola de Oro es un barrio de Granada, España, perteneciente al distrito Genil. Está situado en la zona central del distrito. Limita al norte con el barrio de San Matías-Realejo; al este, con los barrios de Carretera de la Sierra y Lancha del Genil; al oeste, con los barrios de Cervantes y Camino de los Neveros; y al sur, con los términos municipales de Huétor Vega y Cenes de la Vega. 

## Historia
Surgió en la década de los cuarenta dependiente del distrito Genil. Fue aproximadamente hacia 1948 cuando se empezaron a hacer las primeras casas en los barrancos de la zona. Los terrenos, divididos en enormes cortijos propiedad de la familia Carballo primero, y de los Sierra después, comenzaron a ser vendidos a la gente que, por aquel entonces, habitaba en las cuevas ubicadas en dicho barranco. 
El nombre de Bola de Oro, según los propios vecinos, se remonta a 1940, momento en el que se celebraban los carnavales en una gran explanada situada en la parte más alta del barrio. «Los comerciantes venían y montaban en este espacio sus tenderetes con comida y bebida, y siempre decían que esto era una bola de oro por la cantidad de dinero que llegaban a conseguir vendiendo sus productos en carnestolendas», cuentan los más ancianos del lugar.
Durante años, la barriada no dispuso de saneamientos, acerado, asfaltado de las calles y tampoco de agua. Según el presidente de la asociación de vecinos, Francisco González, «Antonio Jara ha sido el alcalde que más ha hecho por este barrio. De ser un lugar tercermundista se pasó a asfaltar el terreno, poner los darros o el alumbrado en la vía pública. Antes, las aguas fecales iban calle abajo y en superficie. Recuerdo que hace más de cuarenta años teníamos que ir a por agua para beber a la Quinta y traerla a cuestas, mientras que para asearnos y lavar la ropa cogíamos el agua de la acequia en calderos. Fue Don Pedro Manjón quien la trajo aquí, concretamente, hasta la plaza que después se bautizó con su nombre. Pero los vecinos que querían que esa agua llegara a sus casas tuvieron que hacer las zanjas por su cuenta y correr con los gastos que eso traía aparejado», comenta Francisco al tiempo que señala la placa que corona la plazoleta.

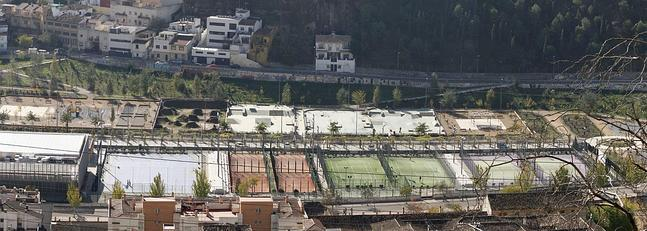
Imagen del complejo polideportivo de la bola de oro.

## Sucesos
En este barrio han ocurrido algunas desgracias como las siguientes:
-El día 11 de noviembre de 2011, fallece un joven de 18 años cuando jugaba al tenis en el polideportivo Bola de Oro.
-El 4 de septiembre de 2009 murió un aficionado al fútbol mientras disputaba el primer partido de la temporada junto a su peña.

## Lugares de interés
Este barrio posee una parroquia con dos templos, uno en la parte antigua y otra en la parte más moderna.

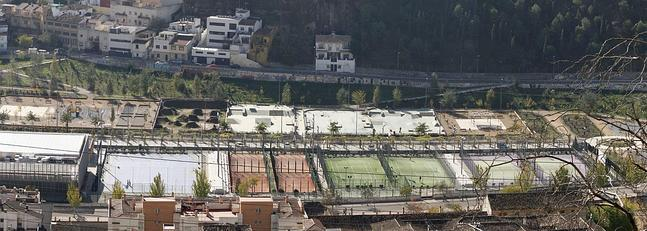
Complejo polideportivo bola de oro

- Parroquia de San Gregorio Bético o de Elvira. Camino de Conejeras, s/n, Granada. Situado en el borde sur del Barrio. (Parte moderna o de construcción reciente)

- Parroquia de San Gregorio Bético. Plaza Don Pedro Manjón, 1B. Parte antigua.

- Complejo deportivo Bola de Oro. C/Santo Sepulcro s/n Acceso por Av. de Cervantes. Contiene un pabellón cubierto con pista polideportiva, dos pistas de tenis de pavimento sinténtico, otras dos pistas de tenis de césped artificial, cuatro pistas de pádel cristal, una pista polideportiva y una piscina cubierta.